# Eli Levén
Eli Levén, född 17 januari 1984 i Södertälje, är en svensk författare och  manusförfattare.
Levén debuterade 2010 med Du är rötterna som sover vid mina fötter och håller jorden på plats, romanen kretsar kring helgonbilden av Sankt Sebastian. Den belönades med Katapultpriset för årets bästa debut med motiveringen "en intensiv och laddad skildring av en ung människas sökande efter identitet och tillhörighet".
Tillsammans med regissören Ester Martin Bergsmark har Levén gjort filmen Pojktanten som blandar samtal mellan Bergsmark och Levén och en fiktiv historia om en "pojktant". Filmen hade premiär i februari 2012 på Göteborg International Film Festival där den blev nominerad till Nordic Film Prize. Filmen blev även nominerad till Svenska kyrkans filmpris. 
Tillsammans med Bergsmark har Levén filmatiserat (med manus skrivet av Levén) Du är rötterna som sover vid mina fötter och håller jorden på plats under namnet Nånting måste gå sönder. Filmen hade premiär 2014 och Levén och Bergsmark nominerades till en Guldbagge i kategorin Bästa manuskript vid Guldbaggegalan 2015. Filmen prisades även internationellt och Saga Becker vann en Guldbagge för bästa kvinnliga huvudroll.
Levén har även skrivit konstrecension för bla. Svenska dagbladet

## Priser och utmärkelser
- 2011 – Katapultpriset för Du är rötterna som sover vid mina fötter och håller jorden på plats